# Evan Jager

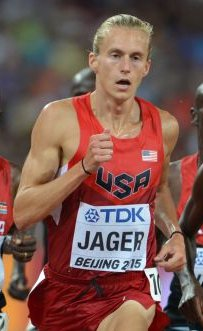
Evan Jager bei den Weltmeisterschaften 2015

Evan Reese Jager (* 8. März 1989 in Algonquin, Illinois) ist ein US-amerikanischer Hindernis- und Langstreckenläufer.

## Karriere
Bei den Weltmeisterschaften 2009 in Berlin schied Even Jager über 5000 Meter im Vorlauf aus. Über 3000 Meter Hindernis wurde er bei den Olympischen Spielen 2012 in London Sechster, bei den Weltmeisterschaften 2013 in Daegu Fünfter und beim Continental-Cup 2014 in Marrakesch Zweiter.
2015 verbesserte er als Zweiter beim Meeting Areva seinen Nordamerikarekord über 3000 Meter Hindernis um mehr als vier Sekunden auf 8:00,45 min, obwohl er am letzten Hindernis strauchelte. Bei den Weltmeisterschaften in Peking kam er auf den sechsten Platz. Von 2012 bis 2015 wurde er viermal in Folge US-Meister über 3000 Meter Hindernis.
Bei den Olympischen Spielen in Rio de Janeiro 2016 holte Jager im 3000-Meter-Hindernislauf die Silbermedaille mit 8:04,28 min hinter dem Kenianer Conceslus Kipruto und vor dem Titelverteidiger von London Ezekiel Kemboi.
An den Weltmeisterschaften 2017 in London gewann Jager hinter Conceslus Kipruto und dem Marokkaner Soufiane Elbakkali mit 8:15,53 min im 3000-Meter-Hürdenlauf die Bronzemedaille, nachdem er das Rennen lange Zeit angeführt hatte.

## Persönliche Bestzeiten
- 1500 m: 3:32,97 min, 14. Juni 2015, Portland
- 1 Meile: 3:53,33 min, 31. Mai 2014, Eugene
  - Halle: 3:55,25 min, 14. Februar 2015, New York City
- 2000 m (Halle): 4:57,56 min, 15. Februar 2014, New York City
- 3000 m: 7:35,16 min, 17. August 2012, Stockholm
  - Halle: 7:38,25 min, 27. Februar 2020, Boston
- 5000 m: 13:02,40 min,	6. September 2013, Brüssel
  - Halle: 13:33,37 min,	1. März 2013, New York City
- 3000 m Hindernis: 8:00,45 min, 4. Juli 2015, Saint-Denis (Nordamerikarekord)